# Martina Lorenzetto
Martina Lorenzetto (Treviso, 18 aprile 1992) è una lunghista italiana, campionessa nazionale di specialità nel 2015.

## Biografia
È stata tesserata con'Atletica Quinto-Mastella iniziando nella categoria Esordienti nel 2002 e restandoci sino al 2009, passando poi nel 2010 all'Atletica Conegliano dove è restata sino al 2014.
Nel 2015 ha gareggiato per il CUS Pisa Atletica Cascina e nel 2016 si è trasferita alla Bracco Atletica.
È allenata da sempre dal tecnico veneto Roberto Vanin.
Doppia medaglia d'argento (lungo e 4x100 m) ai campionati italiani cadette nel 2006.
Ai nazionali cadette del 2007, 23º posto nel lungo e bronzo con la 4x100 m.
Argento (indoor) e bronzo (outdoor) nel salto in lungo ai campionati italiani allieve nel 2008.
Assente ai tutti i campionati italiani dell'annata sportiva 2009.
2010, quinta classificata ai campionati italiani juniores nel salto in lungo; agli italiani juniores del 2011 è uscita in batteria sui 100 m ed è giunta nona nel lungo.
Campionessa italiana promesse indoor (quinta assoluta) nel 2012; quarta e diciassettesima all'aperto agli italiani promesse ed agli assoluti. Fuori in batteria sui 60 m, in entrambe le categorie, nei congiunti campionati italiani assoluti e promesse indoor.
Non va oltre la fase di qualificazione, in entrambe le categorie, nei congiunti campionati italiani assoluti e promesse indoor del 2013; finalista sia agli italiani promesse (quinta) che agli assoluti (settima).
Tris di medaglie di bronzo ai campionati italiani nel 2014: italiani promesse sia indoor che outdoor ed anche assoluti di Rovereto (quinta agli assoluti indoor).
Nel 2015, al primo anno da seniores, ha raggiunto sino ad ora i suoi migliori risultati in carriera: realizza gli attuali primati personali indoor e outdoor nel salto in lungo, diventa campionessa italiana assoluta a Torino (esce in qualificazione agli assoluti indoor di Padova) e gareggia per la prima volta con la Nazionale assoluta in occasione del DécaNation in Francia a Parigi dove giunge in settima posizione.

## Progressione

### Salto in lungo
| Stagione | Misura | Luogo            | Data      | Rank. Mond. |
| -------- | ------ | ---------------- | --------- | ----------- |
| 2015     | 6,49 m | Torino           | 25-7-2015 |             |
| 2014     | 6,21 m | Rovereto         | 19-7-2014 |             |
| 2013     | 5,94 m | Verona           | 1-7-2013  |             |
| 2012     | 5,86 m | Misano Adriatico | 17-6-2012 |             |
| 2011     | 5,60 m | Treviso          | 17-4-2011 |             |
| 2010     | 5,59 m | Marcon           | 16-5-2010 |             |
| 2009     | 5,71 m | Mestre           | 3-5-2009  |             |
| 2008     | 5,69 m | Szombathely      | 24-6-2008 |             |
| 2007     | 5,42 m | Mogliano Veneto  | 29-9-2007 |             |
| 2006     | 5,41 m | Bastia Umbra     | 16-9-2006 |             |
| 2005     | 4,75 m | Montebelluna     | 13-7-2005 |             |

### Salto in lungo indoor
| Stagione | Misura | Luogo  | Data      | Rank. Mond. |
| -------- | ------ | ------ | --------- | ----------- |
| 2015     | 6,24 m | Padova | 24-1-2015 |             |
| 2014     | 6,05 m | Ancona | 23-2-2014 |             |
| 2013     | 5,61 m | Ancona | 16-2-2013 |             |
| 2012     | 5,97 m | Ancona | 25-2-2012 |             |
| 2009     | 5,51 m | Udine  | 1-2-2009  |             |
| 2008     | 5,68 m | Modena | 3-2-2008  |             |
| 2007     | 5,35 m | Padova | 18-3-2007 |             |

## Palmares
| Anno | Manifestazione | Sede   | Evento         | Risultato | Misura | Note  |
| ---- | -------------- | ------ | -------------- | --------- | ------ | ----- |
| 2015 | DécaNation     | Parigi | Salto in lungo | 7ª        | 5,98 m | [ 2 ] |

## Campionati nazionali
- 1 volta campionessa assoluta di salto in lungo (2015)
- 1 volta campionessa promesse indoor di salto in lungo (2012)

2006
- Argento ai Campionati italiani cadetti e cadette, (Bastia Umbra), Salto in lungo - 5,41 m[3]
- Argento ai Campionati italiani cadetti e cadette, (Bastia Umbra), 4x100 m[3]

2007
- 23ª ai Campionati italiani cadetti e cadette, (Ravenna), Salto in lungo - 3,11 m[4]
- Bronzo ai Campionati italiani cadetti e cadette, (Ravenna), 4x100 m - 49"73[5]

2008
- Argento ai Campionati italiani allievi-juniores-promesse indoor, (Ancona), Salto in lungo - 5,38 m[6]
- Bronzo ai Campionati italiani allievi e allieve, (Rieti), Salto in lungo - 5,52 m[7]

2010
- 5ª ai Campionati italiani juniores e promesse, (Pescara), Salto in lungo - 5,43 m[8]

2011
- In batteria ai Campionati italiani juniores e promesse, (Bressanone), 100 m - 12"29[9]
- 9ª ai Campionati italiani juniores e promesse, (Bressanone), Salto in lungo - 5,51 m[10]

2012
- In batteria ai Campionati italiani assoluti e promesse indoor, (Ancona), 60 m - 7"80 (assolute)[11]
- In batteria ai Campionati italiani assoluti e promesse indoor, (Ancona), 60 m - 7"80 (promesse)[11]
- 5ª ai Campionati italiani assoluti e promesse indoor, (Ancona), Salto in lungo - 5,97 m (assolute)[12]
- Oro ai Campionati italiani assoluti e promesse indoor, (Ancona), Salto in lungo - 5,97 m (promesse)[13]
- 4ª ai Campionati italiani juniores e promesse, (Misano Adriatico), Salto in lungo - 5,86 m[12]
- 17ª ai Campionati italiani assoluti, (Bressanone), Salto in lungo - 5,56 m[14]

2013
- In qualificazione ai Campionati italiani assoluti e promesse indoor, (Ancona), Salto in lungo - 5,61 m (assolute)[15]
- In qualificazione ai Campionati italiani assoluti e promesse indoor, (Ancona), Salto in lungo - 5,61 m (promesse)[15]
- 5ª ai Campionati italiani juniores e promesse, (Rieti), Salto in lungo - 5,86 m[16]
- 7ª ai Campionati italiani assoluti, (Milano), Salto in lungo - 5,94 m[17]

2014
- Bronzo ai Campionati italiani juniores e promesse indoor, (Ancona), Salto in lungo - 5,98 m[18]
- 5ª ai Campionati italiani assoluti indoor, (Ancona), Salto in lungo - 6,05 m[19]
- Bronzo ai Campionati italiani juniores e promesse, (Torino), Salto in lungo - 6,06 m[20]
- Bronzo ai Campionati italiani assoluti, (Rovereto), Salto in lungo - 6,21 m[21]

2015
- In qualificazione ai Campionati italiani assoluti indoor, (Padova), Salto in lungo - 5,85 m[22]
- Oro ai Campionati italiani assoluti, (Torino), Salto in lungo - 6,49 m[23]